# Brahim Boulami
 (mai 2024).
Brahim Boulami (arabe : براهيم بولامي) né le 20 avril 1972 à Safi, est un athlète marocain, courant sur 3 000 mètres steeple.
Après un premier record du monde du 3 000 mètres steeple lors du Mémorial Van Damme 2001, il battra une nouvelle fois le record du monde. Mais celui-ci ne sera finalement pas validé par l'IAAF en raison d'un contrôle positif à l'EPO qui lui occasionnera deux ans de suspension.
Il revient au cours de la saison 2004.

## Palmarès

### Jeux olympiques d'été
- Jeux Olympiques d'été de 1996 à Atlanta ( États-Unis)
  - 7e sur 3 000 m steeple
- Jeux olympiques de 2000 à Sydney :
  - 7e sur 3 000 m steeple

### Championnats du monde
- Championnats du monde 1997 à Athenes :
  - 10e sur 3 000 m steeple
- Championnats du monde 2001 à Edmonton :
  - 10e sur 3 000 m steeple
- Championnats du monde d'athlétisme 2005 à Helsinki ( Finlande)
  - 4e sur 3 000 m steeple

## Records
- record du monde du 3 000 m steeple en 7 min 55 s 28 en 2001 au Mémorial Van Damme à Bruxelles